# سيف الأمازون الأوروغواني
سيف الأمازون الأوروغواني (الاسم العلمي:Echinodorus uruguayensis) هو نوع من النباتات يتبع جنس سيف الأمازون من الفصيلة المزمارية.